# Olga Vassilieva
Pour les articles homonymes, voir Vassilieva.
Olga Yurevna Vassilieva (en russe : О́льга Ю́рьевна Васи́льева), née le 13 janvier 1960 à Bougoulma, est une femme politique et historienne russe, qui fait partie du gouvernement de Vladimir Poutine en tant que ministre de l'éducation et des sciences de 2016 à 2018,,,, et ministre de l'éducation de mai 2018 à janvier 2020. Elle est connue pour avoir défendu la politique soviétique et pour avoir fait des déclarations controversées perçues comme favorables à Joseph Staline,.

## Biographie

### Jeunesse
Olga Vassilieva naît le 13 janvier 1960 à Bougoulma.
En 1979, elle obtient un diplôme à l'Institut national de la culture de Moscou. Plus tard, au milieu des années 1980, elle étudie l'histoire à l'Université d'État des sciences humaines de Moscou. Pendant plusieurs années, elle est maître de chant et professeur d'histoire.
Ensuite, elle se tourne vers un travail de recherche en tant qu'historienne. En 1987, elle est admise au programme du doctorat à l'Institut d'histoire de l'Académie des sciences de l'URSS.
En 1990, elle soutient son mémoire pour son doctorat: L'État soviétique et les activités patriotiques de l'Église orthodoxe russe pendant les années de la Grande Guerre patriotique.
De 1991 à 2002, Olga Vassilieva travaille à l'Académie russe des sciences.

### Fonctionnaire
En 2007, Olga Vassilieva termine ses études à l'Académie diplomatique du ministère des Affaires étrangères de la fédération de Russie. Sa carrière en tant que fonctionnaire commence au Département de la culture du gouvernement russe. Elle est responsable, entre autres, des programmes des écoles primaires et secondaires, notamment en histoire russe et en éducation religieuse russe.
Avant sa nomination au poste de ministre, elle est chef de département à l'Académie russe de l'économie nationale, où elle travaille depuis 2002.

### Politique
Le 19 août 2016, elle est nommée ministre de l'éducation et des sciences de la fédération de Russie dans le premier cabinet Medvedev. Son ministère est divisé en mai 2018 en ministère de l'éducation (également appelé ministère de l'enseignement général) et ministère des sciences et de l'enseignement supérieur. Le 18 mai 2018, Olga Vassilieva devient ministre de l'éducation de la fédération de Russie.
Sa nomination est interprétée comme une faveur à la partie patriotique et minoritaire de l'élite dirigeante, en raison du fait qu'Olga Vassilieva est une conservatrice et une loyaliste favorable au patriarcat. Elle accuse son prédécesseur Dmitry Livanov d'être un "technocrate apolitique et libéral qui a fait trop peu pour promouvoir des valeurs telles que l'amour de la patrie".
Le 15 janvier 2020, elle fait partie de la démission du cabinet après que le président Vladimir Poutine ait prononcé le discours présidentiel à l'Assemblée fédérale, dans lequel il a proposé plusieurs amendements à la constitution.

### Après la politique
Le 30 juin 2021, Olga Vassilieva est élue présidente de l'Académie russe d'éducation.
Selon les rumeurs, Olga Vassilieva aurait une relation conflictuelle avec Marina Rakova pendant leur mandat dans l'administration de Vladimir Poutine. Leur conflit serait à l'origine d'une "affaire Rakova" très médiatisée, qui aboutit à l'arrestation des recteurs Sergey Zuev et Vladimir Mau,.